# Зъбни импланти
Зъбните импланти са създадени, за да заместят корена на липсващия зъб (или група зъби), върху които впоследствие се поставят „новите зъби“ - неснемаема протезна конструкция — единични коронки, блок корони или снемаема плакова О-ринг или телескоп „надимплантна протеза“ – оувърденчър.
Смисълът на възстановяването на корена на липсващия зъб с негов заместител — импланти чрез имплантиране е
- създаването на основа/опора за протезната конструкция, като по този начин се избягва евентуално ненужната интервенция въху наличните съседни зъби (тяхното изпиляване за опорни коронки);
- създава се възможност за заместването на голяма група липсващи зъби, когато тяхното заместване с мостова конструкция е невъзможно или нежелателно;
- подобряване на стабилизирането на снемаема подвижна протеза (оувърденчър);
- имплантът предпазва костта от афункционална резорбция (загуба на обем), благодарение на функционално натоварване, което се прилага върху нея, вследствие на дъвкателния акт.

## История на имплантите
– Има находки още от древността при маите и в Египет, доказващи ранните успешни опити за заместване на загубените зъби. Най-ранните датирани успешни имплантации са от 600 г. пр. Хр.
– Използвани материали — слонова кост, обсидан.
– Доказателството, че имплантацията е била успешна е вкостяването (остеоинтеграцията) на импланта в костите на намерените артефакти.
– Благородни метали/сплави, човешки или животински зъби, раковини са използвани за зъбни импланти с минимален успех, но едва след осъзнаването на необходимостта от биосъвместимост на материалите за импланти започва развитието на денталната имплантология като наука.
В началото на 20-ти век се появиха редица импланти, направени от различни материали. Един от най-ранните успешни импланти е системата за импланти Greenfield от 1913 г. (известна също като креватче или кошница Greenfield). Имплантът на Greenfield, иридиоплатинен имплант, прикрепен към златна корона, показа доказателства за остеоинтеграция и продължи няколко години.
В днешно време се съобщава за имплант-реплика на зъб още през 1969 г., но аналогът на полиметакрилатния зъб е капсулиран от мека тъкан, а не остеоинтегриран.

## Съвременно развитие на имплантите
Биосъвместимите материали с подходящи якостни качества, които са продукт на технологията на миналия век, стимулират прогреса в развитието на имплантите. Биопоносимите неръждаеми стомани са разсекретени след 30-те години и започват да се използват за много и различни имплантируеми изделия в медицината и в частност — денталната медицина.
В периода 1942-1962 г. преобладаващата концепция за имплантиране са субпериосталните скари – лежащи върху костта. Това са скрити под венеца фини решетки (скари), от които над венеца излизат 4-6 щифчета, на които се закрепва протезната конструкция — зъбите. Причината да се използват такъв тип — не вътрекостни, а надкостни импланти в този период е и липсата на задълбочени знания и достатъчно изследвания за вида на връзката имплант-кост, както и натрупан опит и подходящи бионеутрални материали за имплантиране.
В началото на 60-те години на ХХ век започва да се поставя на научна основа концепцията за вътрекостното (ендосалното) имплантиране, която тясно кореспондира и с изучаването и подпомагането на феномена остеоинтеграция.
Бурното развитие и масовизацията на имплантологията започват през 80-те години на миналия век. Но началото е поставено 20 години по-рано.
Като знакова се определя първата Dental Implant Consensus Conference през 1978 г. организирана от National Institutes of Health и Harvard University, която набелязва и дефинира критериите, официализа и каталогизира терминологията и по такъв начин поставя имплантологията в категорията на денталните дисциплини.
Следващият важен етап в развитието на имплантологията е срещата в Торонто - Канада през 1982 г. на която шведският професор Пер Ингвар Бренемарк представя резултатите от 17-годишните си изследвания.

## Галерия
- Фаза на имплантиране 1
- Фаза на имплантиране 2
- Фаза на имплантиране 3
- Фаза на имплантиране 4

## Процедура за поставяне на импланти
Процедурата по поставянето на имплантите е рутинна след оформяне на мястото и поставянето им, имплантите се оставят 2-6 месеца да се остеоинтегрират (вкостят). След този период се откриват и се поставят капачета, които оформят венеца около импланта. След това се взема отпечатък, от който в лаборатория оформя надстройката (тази част над венеца) и се изработва коронката.
Така при липсващ единичен зъб не се налага изпиляване на мост и засягането на съседните зъби, а директно се поставя импланта между тях; впоследствие се поставя и коронката. При извадени всички кътници може да се постави имплант в задния участък и върху него и последните зъби да се изработи мост, вместо протезата, която би се ползвала без помощта на имплантолог.
Когато една тотална (цяла) зъбна протеза не се задържа добре, се поставят няколко импантанта и тя се превръща в облекчение за пациента. Най-драстичната промяна е преминаването от пълно обеззъбяване към два тотални моста (наричани още мостове-подкови) върху имплантати на двете челюсти.     
Обикновено поставянето на надстройки и коронки, мостове или протези върху зъбни импланти става след около шест месеца, като в този период се носят естетични временни конструкции. Когато се прецени, че съществува достатъчно и здрава опорна кост и пациентът е без парафункции (например стискане, скърцане със зъби) и вредни навици, е възможно директното натоварване на импланта и завършването на случая непосредствено.